# Хобарт, Гаррет
Гаррет Огастес Хобарт (англ. Garret Augustus Hobart; 3 июня 1844 — 21 ноября 1899) — американский политический и государственный деятель; 24-й вице-президент США в 1897—1899 годах, умерший во время исполнений своих обязанностей.

## Биография
Гаррет Хобарт родился в Лонг-Бранче, Нью-Джерси, в семье потомка английского эмигранта Эддисона Уилларда Хобарта и Софии Вандервир. В 1863 году окончил Рутгерский университет, где был членом братства «Дельта Фи». В 1866 году был принят в коллегию адвокатов, практиковался в Патерсоне, Нью-Джерси.
В 1868 году, после работы клерком, Хобарт был избран судьёй в Патерсоне. В 1871 году, когда его тесть стал мэром, был назначен на должность городского адвоката. С 1872 по 1876 года служил спикером в Генеральной ассамблеи Нью-Джерси. С 1876 по 1882 год Хобарт был членом Сената Нью-Джерси и его президентом в 1881 году. В Сенате представлял округ Пассейик.
Кроме того, в Республиканской партии Гаррет Хобарт занимал должности председателя Республиканского комитета Нью-Джерси в 1880—1881 годах, и члена Национального комитета Республиканской партии в Нью-Джерси в 1884—1896 годах. В 1884 году потерпел неудачу на избрание в Сенат США.
В 1892 и 1895 годах Хобарту предлагали баллотироваться на губернатора Нью-Джерси, но он отказался.
Гаррет Хобарт также был видным и успешным бизнесменом и промышленником, сколотившим состояние. Он потратил 4000 долларов на строительство бейсбольного стадиона в Патерсоне.
Был назначен кандидатов в вице-президенты от Республиканской партии в 1896 году. Одним из делегатов на Республиканской национальной конвенции в Сент-Луисе, Миссури, была вайомингская суфражистка Эстер Хобарт Моррис (не родственница, а однофамилица Хобарта). На выборах 1896 года Хобарт был избран вице-президентом.

## Личная жизнь
21 июля 1869 года Гаррет Хобарт женился на Эстер Джейн Таттл. У них родилось двое детей, Гаррет Хобарт-младший и Фэнни Хобарт. Во время пребывания на посту вице-президента его жена часто исполняла обязанности Первой леди, так как супруга президента Мак-Кинли Ида страдала эпилепсией.

## Смерть
Гаррет Хобарт умер от сердечной недостаточности 21 ноября 1899 года в Патерсоне, Нью-Джерси.